# 보카테리움
보카테리움(Bocatherium)은 쥐라기 초기 지금의 멕시코 타마울리파스주에 서식했던 대형 키노돈트이다. 라보카 층(La Boca Formation)의 실트암으로 이루어진 후이자찰 협곡(Huizachal Canyon)에서 발견된 두개골에서만 알려져 있다.